# 이현 (작가)
이현(1970년 10월 8일 ~ )은 대한민국의 동화작가이다. 2006년 단편 동화집 《짜장면 불어요!》로 등단하였다. 대표작으로는 동화 《로봇의 별》, 《플레이볼》, 《푸른 사자 와니니》, 청소년소설 《1945 철원》, 그림책 《나는 화성탐사로봇 오퍼튜니티입니다》가 있다. 그녀는 2022년에는 《푸른 사자 와니니》로 Ibby 아너리스트에 선정되었고, 《1945, 철원》은 ‘한스 크리스티안 안데르센상 심사위원 추천 도서 20’에 올랐다.

## 생애
1970년 10월 8일, 부산에서 태어났다. 중고등학교 시절 책과 글쓰는 것을 좋아했다. 여동생이 두명있고 첫째이다. 숙명여자대학교에서 국어국문학을 전공하였다. 졸업 후, 광고회사, 교육방송 구성작가, 학원 강사, 서점 주인, 이주노동자 상담소 상근활동가 등 다양하게 활동하였다. 사회생활 내내 글을 쓰고 싶은 열망은 계속되어 소설을 쓰기 시작했다. 2004년 단편소설 《기차, 언제나 경적을 울리며 빛을 향해 달린다》로 제13회 전태일문학상 소설 부분에 당선되었다. 우연히 만난 어린이책 편집자의 권유로 동화에 관심을 가지게 되면서 단편 동화집 《짜장면 불어요!》로 동화작가로 등단했다.

## 커리어
2006년에 단편 동화집 《짜장면 불어요!》로 제10회 창비 ‘좋은어린이책’ 공모 대상을 수상하였다. 그녀는 동화작가로 등단한 이후, 픽션과 논픽션을 넘나들며 약 50여 권의 작품을 발표했다. 2012년에는 장편동화 《로봇의 별》로 제2회 창원아동문학상을 수상했다. 2022년에는 《푸른 사자 와니니》가 Ibby writer부문 어너리스트로 선정되었다. 《1945, 철원》은 ‘한스 크리스티안 안데르센상 심사위원 추천 도서 20’에 올랐다. 《짜장면 불어요!》, 《1945, 철원》, 《그 여름의 서울》은 일본, 《우리들의 스캔들》은 중국 및 프랑스 등으로 번역되어 수출되어 해외 독자들과 만나고 있다. 현재 그녀는 춘천교육대학교 아동문학교육전공 대학원에서 강의하고 있다.

## 스타일
이현은 특정 장르와 소재에 치우치지 않고 설화, 역사, 스포츠, 과학 등 새로운 소재와 장르에 도전한다. 특히, SF 3부작 «로봇의 별»를 발표하며 “한국 최초 본격 SF 창작 동화의 탄생”이라는 극찬 속에서 대중의 주목을 받았다. 2012년에는 이현은 《1945, 철원》을 통해 ‘8.15 해방’시기의 역사를 청소년의 시각으로 담아냈다. 이후 2013년에 출간한 «그 여름의 서울»은 1950년 한국전쟁이 배경이 되는 소설을 발표하며 청소년 소설에서 무거운 주제인 역사를 어떻게 다룰 수 있는지 보여주었다. 그녀는 2006년 등단 초기부터 폭력의 저항성을 담는 주제의 이야기를 담고 있다. «우리들의 스캔들»에서는 교실 안팎의 물리적 폭력, 언어적 폭력과 이에 대한 저항의 가능성을 다루었다.«장수 만세!»에서는 어린이·청소년의 평범한 일상 속에 드러나지 않은 폭력의 위험성을 경고했다. 2010년대 이후 그녀의 작품에서는 주체적인 여성 주인공이 이야기를 밀고 나가는 변화가 두드러지게 나타난다.  이현은 그간 한국 아동청소년문학 서사가 남성 편향적이었음을 비판하면서 의식적으로 여성을 주인공의 모습으로 설정하였다. 《나는 비단길로 간다》, 《연동동의 비밀》, 《푸른 사자 와니니》 등 많은 작품에서 모험의 주인공은 여성이다. SF 장편 《로봇의 별》에서도 여자아이형 로봇들을 주인공으로 설정했다.

## 주요작품
- 동화
|    | 제목                              | 글 작가      | 그림 작가 | 출간년도 | 출판사       |
| 1  | 짜장면 불어요!                    | 이현         | 윤정주    | 2006     | 창비         |
| 2  | 장수 만세!                        | 이현         | 오승민    | 2007     | 우리교육     |
| 3  | 빨주노초파남보똥                  | 이현         | 서영경 외 | 2008     | 사계절       |
| 4  | 오늘의 날씨는                     | 이현         | 김홍모    | 2010     | 창비         |
| 5  | 로봇의 별 1                       | 이현         | 오승민    | 2010     | 푸른숲주니어 |
| 6  | 로봇의 별 2                       | 이현         | 오승민    | 2010     | 푸른숲주니어 |
| 7  | 로봇의 별 3                       | 이현         | 오승민    | 2010     | 푸른숲주니어 |
| 8  | 로봇의 별                         | 이현         | 오승민    | 2011     | 푸른숲주니어 |
| 9  | 나는 비단길로 간다                | 이현         | 백대승    | 2012     | 푸른숲주니어 |
| 10 | 우리들의 움직이는 성              | 이현 외 지음 | 주성희    | 2013     | 창비         |
| 11 | 장수 만세!                        | 이현         | 변영미    | 2013     | 창비         |
| 12 | 악당의 무게                       | 이현         | 오윤화    | 2014     | 휴먼어린이   |
| 13 | 푸른 사자 와니니                  | 이현         | 오윤화    | 2015     | 창비         |
| 14 | 임진년의 봄                       | 이현         | 정승희    | 2015     | 푸른숲주니어 |
| 15 | 빙하기라도 괜찮아                 | 이현         | 김령언    | 2016     | 비룡소       |
| 16 | 플레이볼                          | 이현         | 최민호    | 2016     | 한겨레아이들 |
| 17 | 일곱 개의 화살 1                  | 이현         | 이지혜    | 2017     | 문학동네     |
| 18 | 일곱 개의 화살 2                  | 이현         | 이지혜    | 2017     | 문학동네     |
| 19 | 조막만 한 조막이                  | 이현         | 권문희    | 2018     | 휴먼어린이   |
| 20 | 우리 함께 웃으며                  | 이현 외 지음 | 교은      | 2019     | 창비         |
| 21 | 푸른 사자 와니니 2                | 이현         | 오윤화    | 2019     | 창비         |
| 22 | 전설의 고수                       | 이현         | 김소희    | 2019     | 창비         |
| 23 | 연동동의 비밀                     | 이현         | 오승민    | 2020     | 창비         |
| 24 | 오늘도 용맹이 1: 용맹해지는 날    | 이현         | 국민지    | 2022     | 비룡소       |
| 25 | 오늘도 용맹이 2: 기다려는 어려워! | 이현         | 국민지    | 2023     | 비룡소       |

- 청소년 소설
2013 《그 여름의 서울》, 문학동네
2013 《파란 아이》 , 문학동네
2012 《1945, 철원》, 문학동네
2012 《우리들의 스캔들》, 문학동네
- 그림책 및 지식정보책
2019 《나는 화성 탐사 로봇 오퍼튜니티입니다》 글 이현, 그림 최경식 , 만만한책방

## 수상
- 2005년 제13회 전태일문학상 《기차, 언제나 경적을 울리며 빛을 향해 달린다》

- 2006년 제10회 창비 좋은어린이책 공모 대상  《짜장면 불어요!》[4]
- 2012년 제2회 창원아동문학상 《로봇의 별 1, 2, 3》[5]
- 2022년 Ibby 아너리스트 선정《푸른 사자 와니니》[2]
- 2022년 ‘한스 크리스티안 안데르센상 심사위원 추천 도서 20’ 선정 《1945, 철원》[6]

## 활동
- 2019 부평 ‘한 도시 한 책 읽기’ 선정 <푸른사자 와니니> 북콘서트[8]
- 2020 <2020 대한민국 독서대전> 북콘서트[9]